# Drusilla de Maurétanie
 (mars 2014).
Si vous disposez d'ouvrages ou d'articles de référence ou si vous connaissez des sites web de qualité traitant du thème abordé ici, merci de compléter l'article en donnant les références utiles à sa vérifiabilité et en les liant à la section « Notes et références ».
Drusilla de Maurétanie (v. 8 av. J.-C. – ?) est peut-être la Drusilla mentionnée par Tacite en tant que petite-fille de Marc Antoine et de Cléopâtre. Si c'est le cas, elle serait une princesse de Maurétanie, plus jeune fille du roi Juba II et de sa première épouse la reine Cléopâtre Séléné II, et sœur de Ptolémée de Maurétanie. Sa date de naissance est incertaine, et estimée aux alentours de 8 av. J.-C..
Elle fut nommée en l'honneur de l'impératrice romaine Livia Drusilla ou de son fils Nero Claudius Drusus.